# Lycosa gobiensis
Lycosa gobiensis este o specie de păianjeni din genul Lycosa, familia Lycosidae, descrisă de Schenkel, 1936. Conform Catalogue of Life specia Lycosa gobiensis nu are subspecii cunoscute.